# ぼくらのカプトン
『ぼくらのカプトン』は、あずまよしおによる日本の漫画作品。『ゲッサン』（小学館）にて2010年4月号から2015年9月号まで連載された。サッカー部のキャプテンと部員達の日常を描いたコメディー作品である。

## 概要
スポーツ漫画であるにもかかわらず部活動や試合のシーンが少なく、部員達の会話や、部活中の何気ない出来事などが中心となっている。作者のあずまは「サッカー漫画という意識はなく、描きたいことは部活で過ごす日常であり、更に視点を広げれば体育会系の男臭い世界」としている。作品を始めるうえで三島衛里子の野球漫画『高校球児ザワさん』に影響を受けたと言い、試行錯誤の末に「オチのある『ザワさん』」の作風にたどり着いたという。
なお、作者自身は高校時代には少林寺拳法部に所属しておりサッカーの知識は少ない。作品内のエピソードの多くはその当時の経験をサッカーに置き換えたものや、担当編集との打ち合わせの際に繰り出される学生時代の思い出話がヒントとなっていると語っている。

## あらすじ
第一世代
サッカー部の三年生の引退により、新たな主将として選ばれた柴田将一。
責任感の強い彼は、チームを強化すべく、厳しい練習を部員達に強要するようになる。（1〜3巻）
第二世代
新主将となった谷口はサッカーは最も下手であり、レギュラーでなく試合に出られないものの、居残り自主練習など努力していく。（4〜5巻）

## 登場人物
柴田 将一（しばた しょういち）
1993年11月3日生まれ。身長は178センチメートル。体重は67キログラム。血液型はAB型。ポジションはMF。得意技はローリングソバット。好きな選手は森嶋猛。
サッカー部の主将。練習熱心で男らしく、後輩からも慕われている。真面目な性格で責任感が強い。硬派でクールに構えているが、脳内は普通の思春期の男子と大差ない。
サッカーは高校から始めたがかなりの腕前。
戸田 天兵（とだ てんぺい）
1994年4月1日生まれ。身長は182センチメートル。体重は70キログラム。血液型はO型。ポジションはFW。得意技は嘘。好きな選手は柴田将一。
サッカー部二年。いい加減でほら吹き。女子からの人気は高いようで、よく差し入れを貰っている。
春咲 ノリコ（はるさき ノリコ）
1993年7月7日生まれ。身長は164センチメートル。体重は50キログラム。血液型はA型。ポジションはFW。得意技はローキック。
サッカー部の女子マネージャー。通称ノリさん。男以上に男らしい性格。たまに自分の飲みかけのジュースを柴田に渡して隠れて様子を覗ったり、バレンタインデーに柴田に箱だけ巨大なチョコレートを渡したりと思わせぶりな行動をとっている。戸田には「猛毒系」と評される。
谷口 正善（たにぐち まさよし）
1995年1月1日生まれ。身長は176センチメートル。体重は65キログラム。血液型はA型。ポジションはベンチ。得意技は勘違い。好きな選手は柴田先輩。
サッカー部の新主将。次期主将決め投票により、偶然、主将に選ばれる。

## 書誌情報
- あずまよしお『ぼくらのカプトン』小学館〈少年サンデーコミックススペシャル〉、全11巻
  1. 2010年9月10日発売 ISBN 978-4-09-122559-7
  2. 2011年3月11日発売 ISBN 978-4-09-122766-9
  3. 2011年9月12日発売 ISBN 978-4-09-123125-3
  4. 2012年3月12日発売 ISBN 978-4-09-123514-5
  5. 2012年9月12日発売 ISBN 978-4-09-123760-6
  6. 2013年3月12日発売 ISBN 978-4-09-124116-0
  7. 2013年9月12日発売 ISBN 978-4-09-124406-2
  8. 2014年4月11日発売 ISBN 978-4-09-124685-1
  9. 2014年10月10日発売 ISBN 978-4-09-125257-9
  10. 2015年3月12日発売 ISBN 978-4-09-125758-1
  11. 2015年9月11日発売 ISBN 978-4-09-126355-1